# Myrbogråsugga
Myrbogråsugga (Platyarthrus hoffmannseggi) är en kräftdjursart som beskrevs av Brandt 1833. Myrbogråsugga ingår i släktet Platyarthrus, och familjen myrbogråsuggor. Enligt den finländska rödlistan är arten nationellt utdöd i Finland. Enligt den svenska rödlistan är arten nära hotad i Sverige. Arten förekommer i Götaland. Artens livsmiljö är jordbrukslandskap, stadsmiljö.